# Aerodramus brevirostris
La salangana del Himalaya o rabitojo himalayo (Aerodramus brevirostris) es una especie de ave apodiforme de la familia Apodidae que vive en el Himalaya y el sureste de Asia. Algunas de sus poblaciones son migratorias.
Esta especie en el pasado su clasificó en el género Collocalia. Dos de sus cinco subespecies a menudo son consideradas especies aparte: la salangana indochina (A. (brevirostris)  rogersi), y la aislada en Java salangana de los volcanes (Aerodramus (brevirostris) vulcanorum).

## Descripción
Mide entre 13–14 cm de largo y sus alas están curvadas hacia atrás dándoles a su figura en vuelo aspecto de búmeran. Su cuerpo es esbelto y su cola ahorquillada. En muchos aspectos es un apódido típico, con alas estrechas para el vuelo rápido, con bocas anchas y picos cortos para atrapar insectos al vuelo. Sus patas son cortas, lo que impide que se puedan posar en las ramas de árboles pero que les permite trepar por las superficies verticales. 
El plumaje de sus partes superiores es de color pardo grisáceo y marrón más claro las inferiores. Tiene el obispillo gris claro y tiene una mancha blanca por encima y a los lados del pico. Ambos sexos tienen un aspecto similar, aunque los juveniles tienen el obispillo menos diferenciado.
Se reconocen cinco subespecies que se diferencian principalmente por el color del obispillo: 
- A. b.  brevirostris la subespecie nominal cría en desde el Himalayas hasta Bangladés, Birmania y Tailandia por el este. Migra entre distintas altitudes, cría hasta los 4.500 m, pero pasan el invierno entre los 900 y 2750 m de altitud.
- A. b.  innominata cría en China central, y pasa el invierno en el suroeste de Tailandia y la península malaya. Su obispillo es ligeramente de un gris más oscuro que la forma nominal brevirostris.
- A. b. inopina cría en el suroeste de China. Es la subespecie con el obispillo más oscuro.
- A. b.  rogersi la salangana indochina, cría en el este de Birmania, oeste de Tailandia y Laos. Es una forma pequeña y de obispillo claro.
- A. b. vulcanorum la salangana de los volcanes, cría en la isla de Java, Indonesia, en las cumbres volcánicas. Tiene las partes inferiores oscuras y un obispillo gris claro poco destacado.

En parte de su área de distribución es la única salangana, pero en el sur de su área de cría y gran parte de su zona de invernada es difícil de diferenciar esta especie de otras de su mismo género.

## Sonidos y ecolocalización
La salangana del Himalaya emite una llamada en forma de «chit-chit» cuando descansa, y también una penetrante llamada similar a un «tiirii-tiirii-tiirii». 
Lo que distingue a mucha, aunque no a todas, las especies de salanganas de los demás apódiodos y de casi la totalidad de las aves (con la excepción de guácharo) es su capacidad para una forma simple pero efectiva de ecolocalización para desplazarse en la oscuridad de las cuevas en las que descansan por la noche y donde crían. En esta especie, se sabe que al menos vulcanorum tiene la capacidad de ecolocalizar. A diferencia de los murciélagos las salanganas emiten sonidos para la ecolocalización en forma de clic que están dentro del rango auditivo humano. Consisten en dos pulsos similares a un «tu tu» separados por una ligera pausa. La duración de la pausa se acorta cuando mayor es la oscuridad. Los clics son seguidos por gorgeos cuando las aves se acercan al nido.

## Comportamiento
La salangana del Himalaya es una especie de montaña, que prefiere alimentarse en las zonas despejadas de los bosques, como los valles fluviales. A. b.  brevirostris cría hasta los 4.500 m de altitud en Nepal y a 2200 m en el centro de Bután, y las subespecies A. b.  rogersi y A. b.  inniminata se encuentran hasta los 2200 m en Tailandia.
Los machos construyen un niño pequeño en forma de cuenco usando su pegajosa saliva y algo musgo, pegados a los muros de roca verticales de las cuevas. Crían en colonias y sus nidos pueden llegar a estar casi pegados. La puesta consta de dos huevos blancos. Esta especie de salangana es monógama y ambos miembros de la pareja cuidan de los pollos.
La salangana del Himalaya, como todos los miembros de su familia, es un insectívoro aéreo, que pasa el día volando en busca de alimento y vuelve a la cueva por la noche para descansar. Al atardecer o cuando hace mal tiempo las bandadas pueden descender desde los montes a alimentarse en los prados y campos de cultivo. Es una especie gregaria que normalmente forma bandadas de unos 50 individuos, pero que pueden llegar hasta los 300. Vuela principalmente planeando ya que tiene alas con plumas primarias muy largas y músculos pectorales pequeños.

## Estado de conservación
Es una especie común y muy extendida, aunque la salangana de los volcanes, si se considera una especie aparte se encuentra cerca de la amenaza, ya que se encuentra solo en los volcanes activos de Java, en cuatro lugares y cinco posibles sin confirmar. Birdlife International estima una población total de unos 400 salanganas de los volcanes en los lugares conocidos. Como anidan en las grietas de los cráteres de los volcanes activos sus colonias son susceptibles de desaparecer periódicamente.